# Jordbävningen i Chittagong 1997
Jordbävningen i Chittagong 1997  eller Jordbävningen i Bandarban 1997  inträffade den 21 november 1997 klockan 11:23 UTC i gränsområdet Bangladesh-Indien-Myanmar. Den hade en magnitud på Mw 6,1. Epicentrum fanns i södra Mizoram, Indien. Även om inga dödsfall rapporterades i Mizoram, Indien, dödades dock 23 personer då ett femvåningshus kollapsade  i Chittagong, Bangladesh.

### Fotnoter
1. ↑  ”Arkiverade kopian”. Arkiverad från originalet den 28 januari 2014. https://web.archive.org/web/20140128062823/http://asc-india.org/seismi/seis-mizoram-tripura.htm. Läst 18 februari 2011.
2. ↑  ”Arkiverade kopian”. Arkiverad från originalet den 7 juni 2011. https://web.archive.org/web/20110607141145/http://earthquake.usgs.gov/earthquakes/eqarchives/significant/sig_1997.php. Läst 12 februari 2011.